# Moche

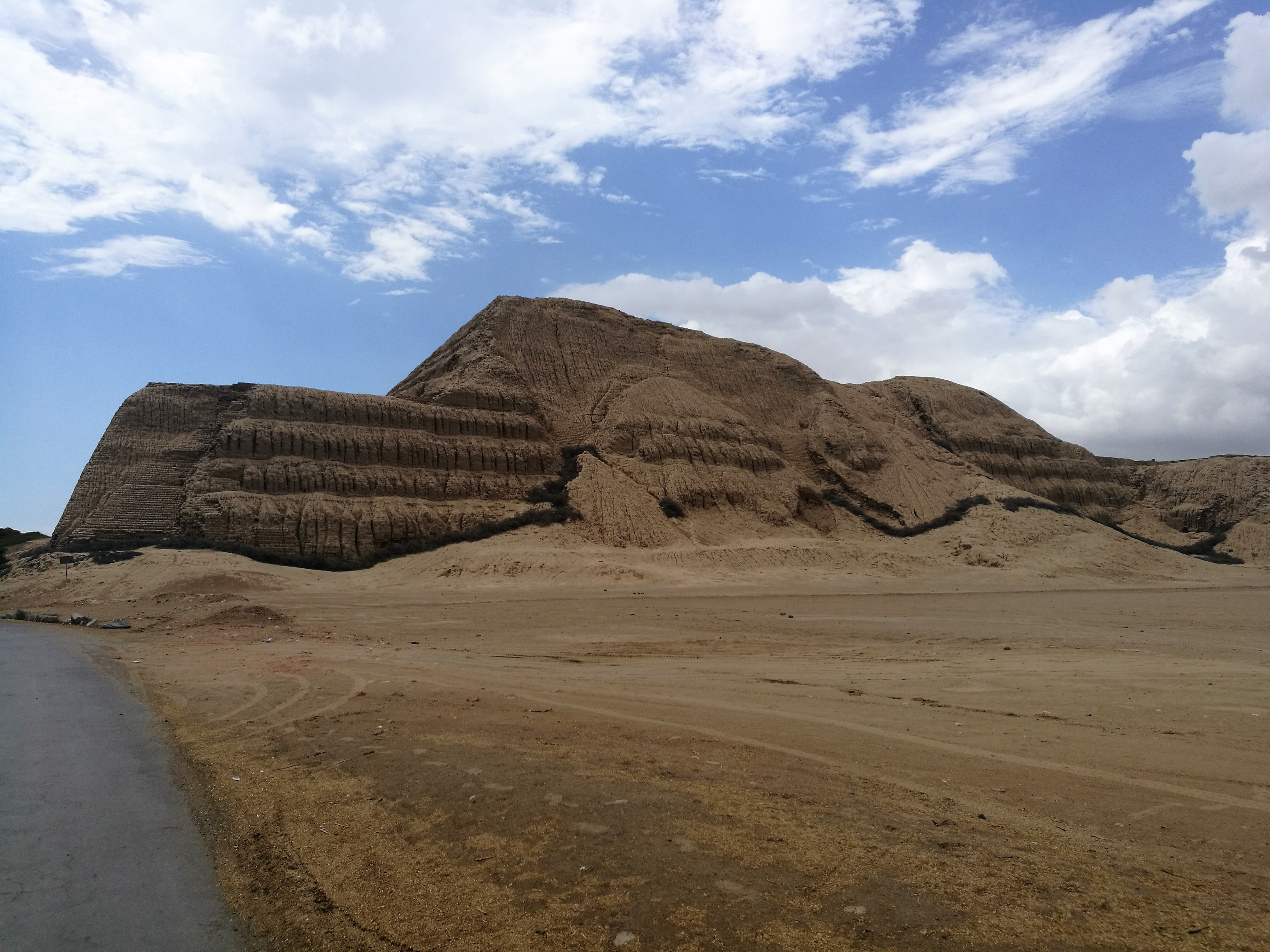
Piramide van de Zon, Huaca del Sol

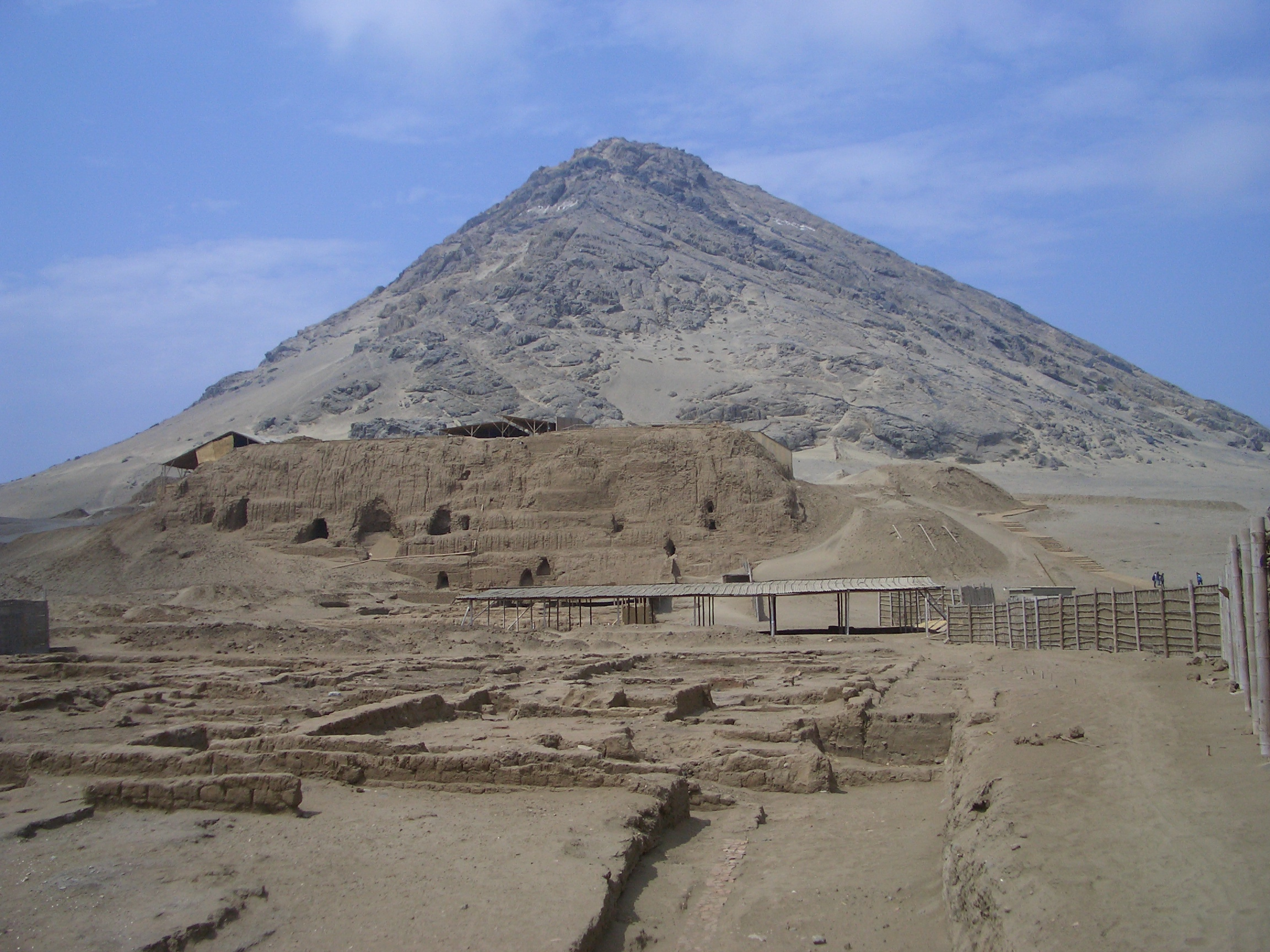
Uitzicht op de Piramide van de Maan, Huaca de la Luna, met de Cerro Blanco op de achtergrond

De Moche- of Mochichacultuur was een precolumbiaanse beschaving in het huidige Peru, die bestond van ongeveer 0 tot 750 na Christus, in de dalen van de rivieren Moche en Chicarna, aan de Peruaanse kust. Op het hoogtepunt van de Mochecultuur besloeg deze een kuststrook van 400 km lang. De hoofdstad bevond zich iets ten zuiden van de huidige Peruaanse stad Trujillo. De Piramide van de Zon en de Piramide van de Maan zijn de huidige overblijfselen van deze beschaving.
Uit de Mochecultuur is later de Chimú-cultuur voortgekomen. Er werd lang beweerd dat de Mochecultuur een staat was, maar de meeste huidige geleerden zijn het erover eens dat de Moche niet politiek georganiseerd waren als een enkele, unitaire, expansionistische staat.

## Leefwijze
De Mochica hadden akkers waarop ze aardappelen, aardnoten (pinda's), pompoenen, maïs en pepers verbouwden. Ze bouwden grote bevloeiingskanalen en aquaducten om de akkers met elkaar te verbinden. Daarnaast hielden ze vee, en in hun rieten boten joegen ze op zeeleeuwen en vis. Langs de kust jaagden ze op herten. Ze handelden in luxegoederen zoals turkoois en exotische schelpen.
Mogelijk zijn de Moche de bedenkers van het Peruaanse gerecht ceviche.

## Cultuur
De Moche waren bekwame edelsmeden in goud, zilver, koper en legeringen. Ze gebruikten stukken klei, die ze in de lucht lieten drogen voor de bouw van hun tempels. De belangrijkste tempels zijn de zonne- en de maantempel, bij de ingang van het Mochedal. Van de beeldhouwkunst van de Moche zijn vooral reliëfs bekend, die voornamelijk een demonen-strijd voorstellen.

## Aardewerk
Moche-aardewerk varieert sterk in vorm en thema, en documenteert de belangrijkste sociale en economische activiteiten, waaronder oorlog, metaalwerk, weven en seks.

## Archeologische vondsten
Tot de bekendste archeologische vondsten behoren de graven van de Heer van Sipán, in de buurt van Chiclayo en de Dame van Cao, ten noorden van de stad Trujillo.
Andere belangrijke grafvondsten zijn die van de 'Heer van Ucupe', in de Huaca del Pueblo, ten zuiden van Chiclayo, en de vindplaatsen La Mina en Dos Cabezas in de Jequetepeque-vallei.

## Omstreden hypothese van een Mochestaat
De Mochecultuur wordt vaak de eerste, of een van de eerste staten in Zuid-Amerika genoemd. Onder de Mochespecialisten varieert de interpretatie van de mate van politieke organisatie van de Moche. Het idee van een enkele, unitaire, expansionistische staat, verspreid over verschillende valleien, werd ontwikkeld in 1970-1980 en wordt nog steeds aangehangen door verschillende geleerden. Eerst werd door een aantal historici het concept van een Mochestaat geformuleerd, en vervolgens werden daar ondersteunende gegevens bij gezocht.
De hypothese van een historische Mochestaat was gebaseerd op een aantal onderling gerelateerde datasets:
1. Een karakteristieke Moche-keramische stijl.
2. Een Moche architectuurstijl.
3. Gestandaardiseerde bouwtechnieken met arbeidsbelasting.
4. Militarisme, zichtbaar in de iconografie van de Mochecultuur.
5. Een gestandaardiseerde religie, ook zichtbaar in de iconografie.

Volgens deze hypothese was het politieke systeem van de Mochecultuur nauw verbonden aan een staatsreligie.
Onderzoek na 1990 laat echter een grote diversiteit zien in de keramische en architecturale stijl van de Mochecultuur. Het derde bewijs voor de Mochestaat is gebaseerd op het bestaan van een gestandaardiseerde huaca constructietechniek met arbeidbelasting in de vorm van gemarkeerde adobe-stenen. Recent onderzoek toont aan dat veel verschillende technieken werden gebruikt voor het bouwen van huacas, en de aanwezigheid van gemarkeerde adobe-stenen suggereert alleen het bestaan van werkgroepen en duidt niet op een staatsautoriteit. Er is aanzienlijk bewijs dat er veldslagen en raids zijn geweest, maar er is nooit aangetoond dat deze invallen door een staat werden gestopt. Het bestaan van een gestandaardiseerde religie werd ook gezien als bewijs voor een staat, maar er lijkt juist veel variabiliteit in goden te zijn. De gebleken diversiteit binnen de Mochecultuur kan worden geïnterpreteerd als een gedeeld religieus systeem, met lokale variaties.
Een aantal geleerden heeft nieuwe kwesties naar voren gebracht die direct of indirect het idee van één enkele hegemonische Mochestaat in twijfel trekken. De huidige Mochespecialisten zijn het vrijwel eens dat de Moche ten noorden van de Chicamavallei niet als eenheid waren georganiseerd. Geleerden die nog wel in een Mochestaat geloven, plaatsen deze in het zuidelijke Mochegebied, hoewel het bewijs een dergelijke politieke eenheid niet ondersteunt. Het huidige bewijsmateriaal geeft een gecompliceerder beeld van de Mochecultuur dan het eerder dominerende concept van een Moche-eenheidsstaat.